# Andrés Santa María
Andrés Santa María Gonzáles fue director del Coro Nacional del Perú entre los años 1988-2008, actualmente es maestro de canto en el Conservatorio Nacional de Música (Perú) y director de la Orquesta Sinfónica Juvenil de Tacna 2016

## Biografía
Nació en Tacna, Perú. Inició sus estudios musicales en el Conservatorio Nacional de Música (CNM) como oboísta. Luego estudió canto, dirección coral, armonía, contrapunto y análisis musical. En 1976 fue becado por el gobierno de Hungría para estudiar en el Conservatorio Béla Bartók y luego en la Academia de música Franz Liszt de Budapest. Luego estudió en la Academia de Música de Basilea de la Ópera de Basilea con Werner Nitzer, y con René Jacobs (en la Schola Cantorum Basiliensis), Dennis Hall y Montserrat Figueras. Se especializó en canto en Milán y Berna, luego dirigió el Coro de Niños de la Ópera de Basilea.
En Lima, desde 1988 es profesor de canto y dirección coral en el Conservatorio Nacional de Música (Perú) . En ese año asumió también la dirección del Coro Nacional del Perú. También se ha presentado como tenor en conciertos, oratorios y óperas, y ha dirigido orquesta, entre ellas la Orquesta Sinfónica Nacional, de la que fue su director artístico durante un breve periodo entre julio y agosto de 2006.
Como Director del Coro Nacional del Perú Colaboró anualmente en las Temporadas Líricas de Ópera y Zarzuela de la Asociación Prolirica del Perú, Asociación Amigos de la Opera, Y Asociación Cultural Romanza, en numerosas Operas, Zarzuelas y Oratorios sinfónicos corales, de diversos autores del clasicismo y el contemporáneo.